# Hvid mands sæd
Hvid mands sæd er en dansk dokumentarfilm fra 1975, der er instrueret af Jon Bang Carlsen.

## Handling
Da indianerne i 1973 besatte Wounded Knee i South Dakota som protest mod de hvide amerikaneres overgreb, foranstaltede gadeteatret Solvognen en happening i Københavns centrum: "Indianere" der blev spillet af unge langhårede grønlandske mænd, der var under uddannelse i København, blev af "kavalerister" drevet mod Rådhuspladsen, hvor massakren fuldbyrdedes, mens "Nixon" hyldede det amerikanske demokrati, og en pigegarde triumferende marcherede over valpladsen. Syv filmfotografer dækkede dette stykke gadeteater.